# Línea M-271 (Campo de Gibraltar)
La Línea M-271 es una ruta de transporte público en autobús del Consorcio de Transporte Metropolitano del Campo de Gibraltar. Une San Martín del Tesorillo con La Línea de la Concepción, pasando por Guadiaro y por la barriada de El Secadero, perteneciente a Casares. Circula tres veces al día, tras la ampliación realizada en septiembre de 2012.